# Gegenblättriger Steinbrech
Der Gegenblättrige Steinbrech (Saxifraga oppositifolia) ist eine Pflanzenart aus der Gattung Steinbrech (Saxifraga) innerhalb der Familie der Steinbrechgewächse (Saxifragaceae).

## Beschreibung

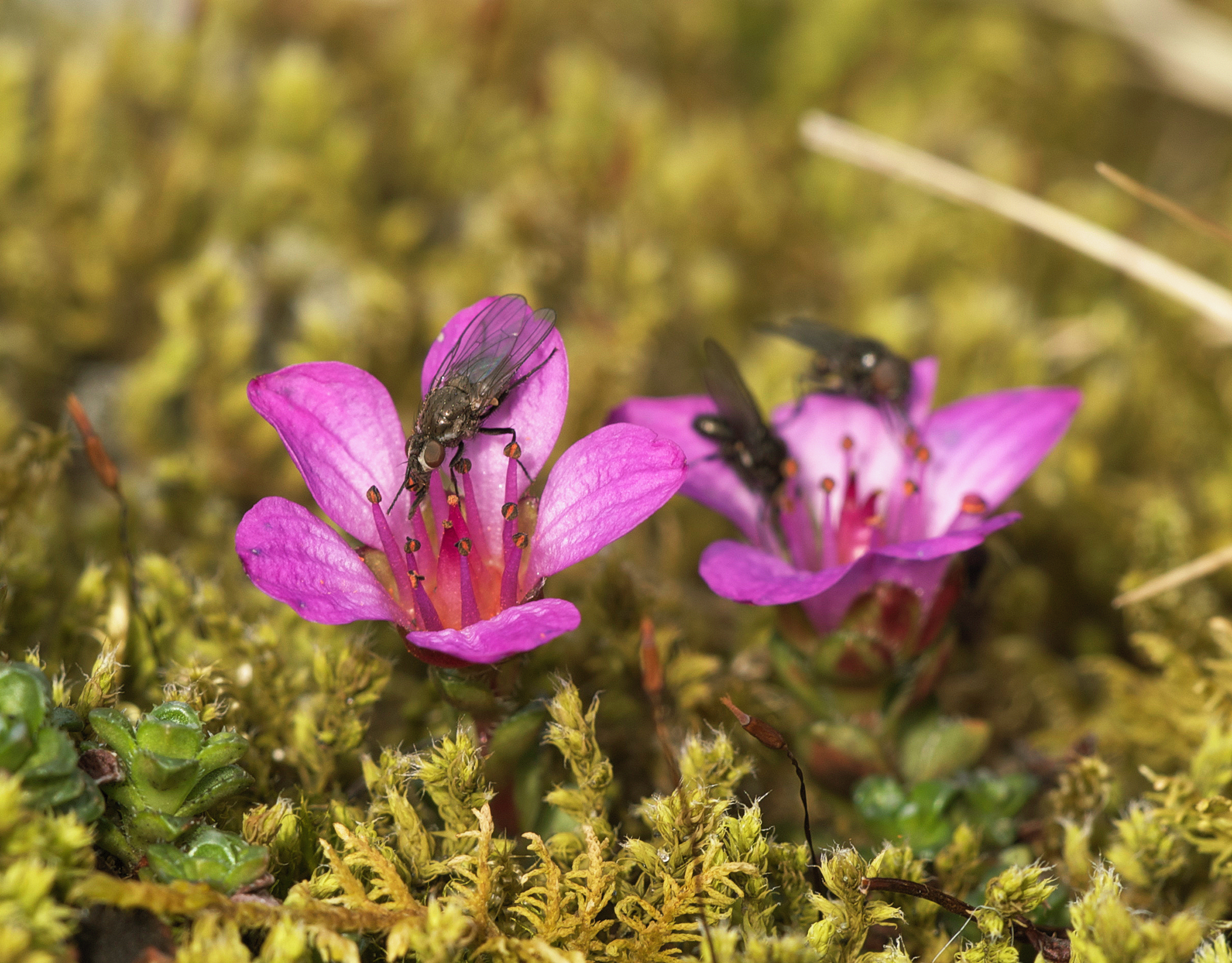
Blüten und Blütenbesucher

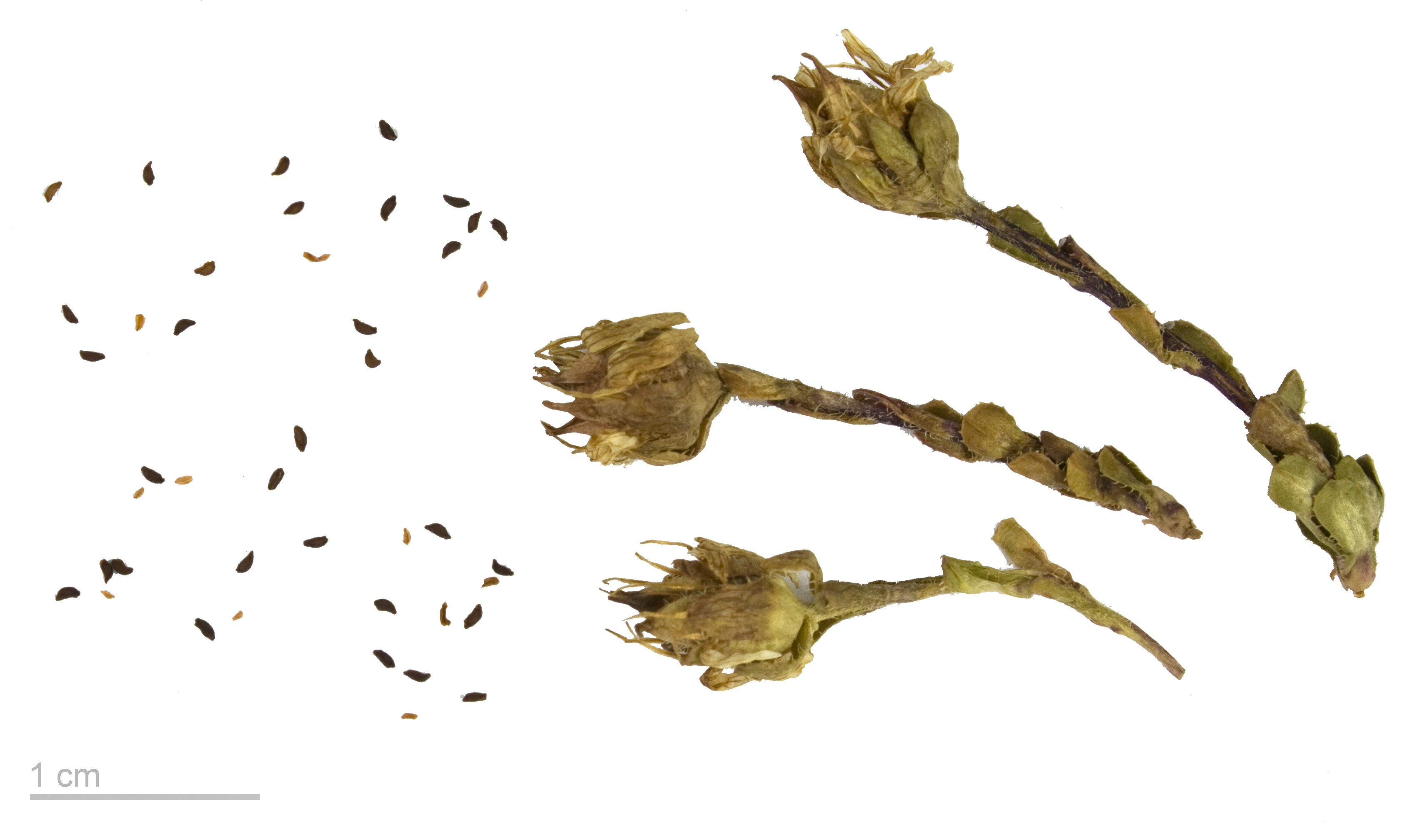
Früchte und Samen

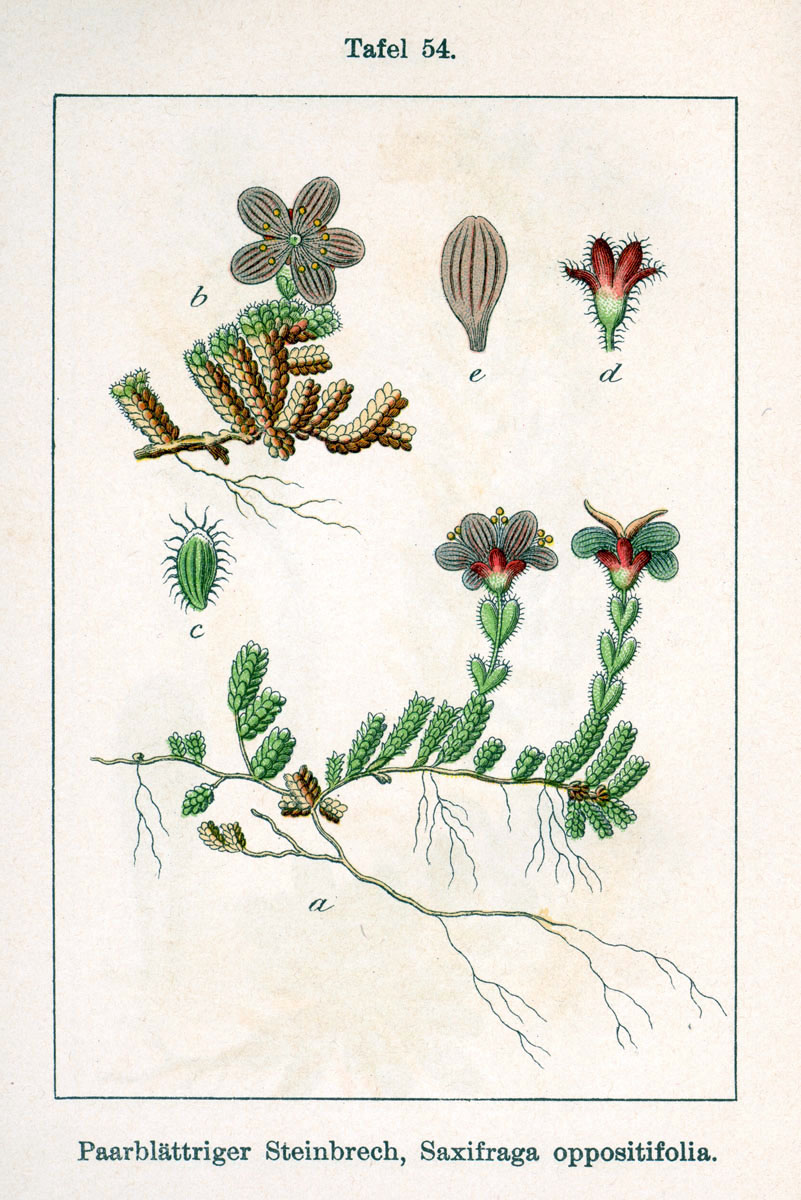
Illustration aus Sturm

### Vegetative Merkmale
Der Gegenblättrige Steinbrech wächst als ausdauernde krautige Pflanze, erreicht Wuchshöhen von 1 bis 5 Zentimetern und bildet lockere Rasen oder wächst als lockere, seltener feste Polsterpflanze. Die in kleinen, grundständigen Rosetten gegenständig stehenden Laubblätter sind bei einer Länge von 2,5 bis 5 Millimetern verkehrt-eiförmig bis länglich-lanzettlich. Die Laubblätter sind am Rand bewimpert und besitzen am oberen Ende ein, selten drei kalkausscheidendes Grübchen.

### Generative Merkmale
Die Blütezeit reicht von Mai bis August. Die Blütenstandsschäfte sind meistens unbeblättert und tragen nur eine Blüte.
Die zwittrige Blüte ist radiärsymmetrisch und fünfzählig mit doppelter Blütenhülle. Die fünf oft roten Kelchblätter sind bei einer Länge von 2,5 bis 5 Millimetern eiförmig bis schmal-eiförmig und am Rand bewimpert. Die Kronblätter sind zwei- bis dreimal so lang wie die Kelchblätter. Die rosa- bis purpurfarbene Blütenkrone weist einen Durchmesser von 1 bis 2 Zentimetern auf. Die fünf purpur-rosafarbenen bis weinroten, verblassenden Kronblätter sind bei einer Länge von 5 bis 20 Millimetern breit-lanzettlich bis verkehrt-eiförmig. Die Staubblätter sind zwei Drittel so lang bis so lang wie die Kronblätter. Die Staubbeutel sind orangegelb, getrocknet grauviolett. Der Fruchtknoten ist halbunterständig.
An der Frucht befinden sich ziemlich lange, spreizenden Stylodien. Die Kapselfrucht ist bei einer Länge von 3 bis 6 Millimetern eiförmig. Die hell-braunen bis schwärzlichen Samen sind bei einer Länge von 0,8 bis 1,1 Millimetern eiförmig mit schwach runzeliger bis fein höckeriger Oberfläche.

### Chromosomensatz
Die Chromosomenzahlen betragen 2n = 26 oder 52, auch 39 oder 56.

## Ökologie
Die immergrünen Laubblätter ertragen Temperaturen bis −40 °C ohne Schaden. Die Blüten werden schon im Spätsommer bis Herbst des Vorjahres angelegt. Auch die Blüten sind sehr kälteresistent und ertragen Temperaturen bis −15 °C. Der neue Austrieb der empfindlicheren Laubblätter erfolgt erst später, wenn die Gefahr des Erfrierens vorüber ist.
Die Früchte kommen selbst in ungünstigen Sommern und in höchsten Lagen, so am Piz Linard bei einer Höhenlage von 3400 Metern zur Reife. Die Samen wiegen nur 0,0001 g und werden mit dem Wind ausgebreitet.
Die wenigen Bestäuber im Hochgebirge werden durch überproportional große Blüten angelockt. Durch den Polsterwuchs wird eine Häufung von Blüten erreicht und dadurch eine größere Signalwirkung erzielt. Blütenbesucher sind Fliegen, Hummeln und Falter.

## Vorkommen
Der Gegenblättrige Steinbrech ist in den subarktischen und subalpinen Tundrengebieten der Nordhalbkugel weit verbreitet. Er ist ein circumpolares, circumboreales, arctisch-alpines Florenelement. In Mitteleuropa gedeiht er in gemäßigten Gebieten in offenen steinigen Rasen und auf Moränen in Höhenlagen von 1600 bis 4500 Metern. In der Schweiz wurden unterhalb des Gipfels des Dom im Wallis üppig blühende Kissen des Gegenblättrigen Steinbrech auf einer Höhenlage von 4505 Metern entdeckt, welche somit die höchstgelegene Blütenpflanze in Europa darstellt, darüber hinaus auch weltweit der vermutlich kälteste Standort, an dem eine Blütenpflanze gefunden wurde. Im Norden seines Verbreitungsgebietes wächst er in tieferen Höhenlagen. Er wächst in Mitteleuropa in Pflanzengesellschaften der Verbände Thlaspion rotundifolii, Androsacion alpinae oder Epilobion fleischeri, bei Vorkommen über einer Höhenlage von 2000 Metern auch in Pflanzengesellschaften der Klasse Seslerietea.
Saxifraga oppositifolia besiedelt mit seinen Unterarten Gebiete von der spanischen Sierra Nevada im Süden bis Grönland im Norden. Dort wächst er noch bei 83°40'N auf der Kaffeklubben Ø, die allgemein als nördlichstes festes Land der Erde gilt, und ist damit – zusammen mit dem dort ebenfalls vorkommenden Arktischen Mohn (Papaver radicatum) – die am nördlichsten wachsende höhere Pflanzenart. Er wächst nach Osten hin bis Sibirien und Kaschmir und gehört zur Nivalflora.
Der Gegenblättrige Steinbrech ist in Deutschland gesetzlich geschützt.

## Systematik
Die Erstveröffentlichung von Saxifraga oppositifolia erfolgte 1753 durch Carl von Linné in Species Plantarum, Tomus I, S. 402.
Je nach Autor gibt es in Europa, beispielsweise bei Jalas et al. 1999, von Saxifraga oppositifolia mindestens sechs Unterarten:
- Bodensee-Steinbrech (Saxifraga oppositifolia subsp. amphibia (Sünd.) Br.-Bl.): Er war am Bodensee endemisch, wuchs dort in der Assoziation Deschampsietum rhenanae.[9] und gilt seit 1978 als verschollen.[9] Er hatte die Chromosomenzahl 2n = 26.[9] Bei dieser Unterart haben die Laubblätter meist drei Einstiche am Vorderrand. Die Kronblätter sind 8 bis 13 Millimeter lang.[4] Die Blütezeit lag im Februar und März; nach der Blütezeit und oft schon im Mai werden die Standorte überschwemmt und bleiben bis Ende August vollständig unter Wasser.[4]
- Saxifraga oppositifolia subsp. blepharophylla (A.Kerner ex Hayek) Vollmann: Sie kommt nur in den Ostalpen in Österreich vor. Sie wird von manchen Autoren auch als eigene Art (Saxifraga blepharophylla Kern.) angesehen. Bei dieser Unterart werden die randlichen Wimpern der Blätter gegen die Spitze länger und nicht kürzer.[4] Sie steigt in den Schladminger Tauern bis 3000 Meter auf.[4]
- Saxifraga oppositifolia subsp. murithiana (Tissières) Br.-Bl.: Sie kommt nur in Südwesteuropa und in den Alpen, in Spanien, Frankreich, Italien und in der Schweiz vor. Sie steigt im Kanton Wallis bis 3800 Metern auf.[4] Die Kelchzipfel sind drüsig bewimpert und die Laubblätter sind am Rand fast bis zum oberen Ende bewimpert.[4]
- Saxifraga oppositifolia L. subsp. oppositifolia: Sie kommt in Europa in den Gebirgen, West-, Mittel- und Südeuropas sowie in Nordeuropa vor. In den Allgäuer Alpen steigt er im Tiroler Teil am Hohen Licht bis zu 2600 Metern auf.[14] Die ökologischen Zeigerwerte nach Landolt et al. 2010 sind für diese Unterart in der Schweiz: Feuchtezahl F = 3+w+ (feucht aber stark wechselnd), Lichtzahl L = 5 (sehr hell), Reaktionszahl R = 4 (neutral bis basisch), Temperaturzahl T = 1 (alpin und nival), Nährstoffzahl N = 2 (nährstoffarm), Kontinentalitätszahl K = 4 (subkontinental).[1]
- Saxifraga oppositifolia subsp. paradoxa D.A.Webb: Sie kommt nur in den Pyrenäen (Spanien und Frankreich) vor.
- Saxifraga oppositifolia subsp. speciosa (Dörfler & Hayek) Engler & Irmscher: Sie kommt nur in Mittelitalien im Gebirge vor.

Der Rudolph-Steinbrech (Saxifraga rudolphiana W.D.J.Koch) wird von manchen Autoren auch als Unterart Saxifraga oppositifolia subsp. rudolphiana (Hornsch.) Nyman zur Art Saxifraga oppositifolia gestellt.
In Asien gibt es beispielsweise nach Hegi 1961 eine weitere Unterart:
- Saxifraga oppositifolia subsp. asiatica (Hayek) Engl. & Irmscher (Syn.: Saxifraga asiatica Hayek): Sie kommt in Ostasien, Zentralasien, in Ostsibirien, in Tibet, Pakistan und in Kaschmir vor.[15]

## Bilder

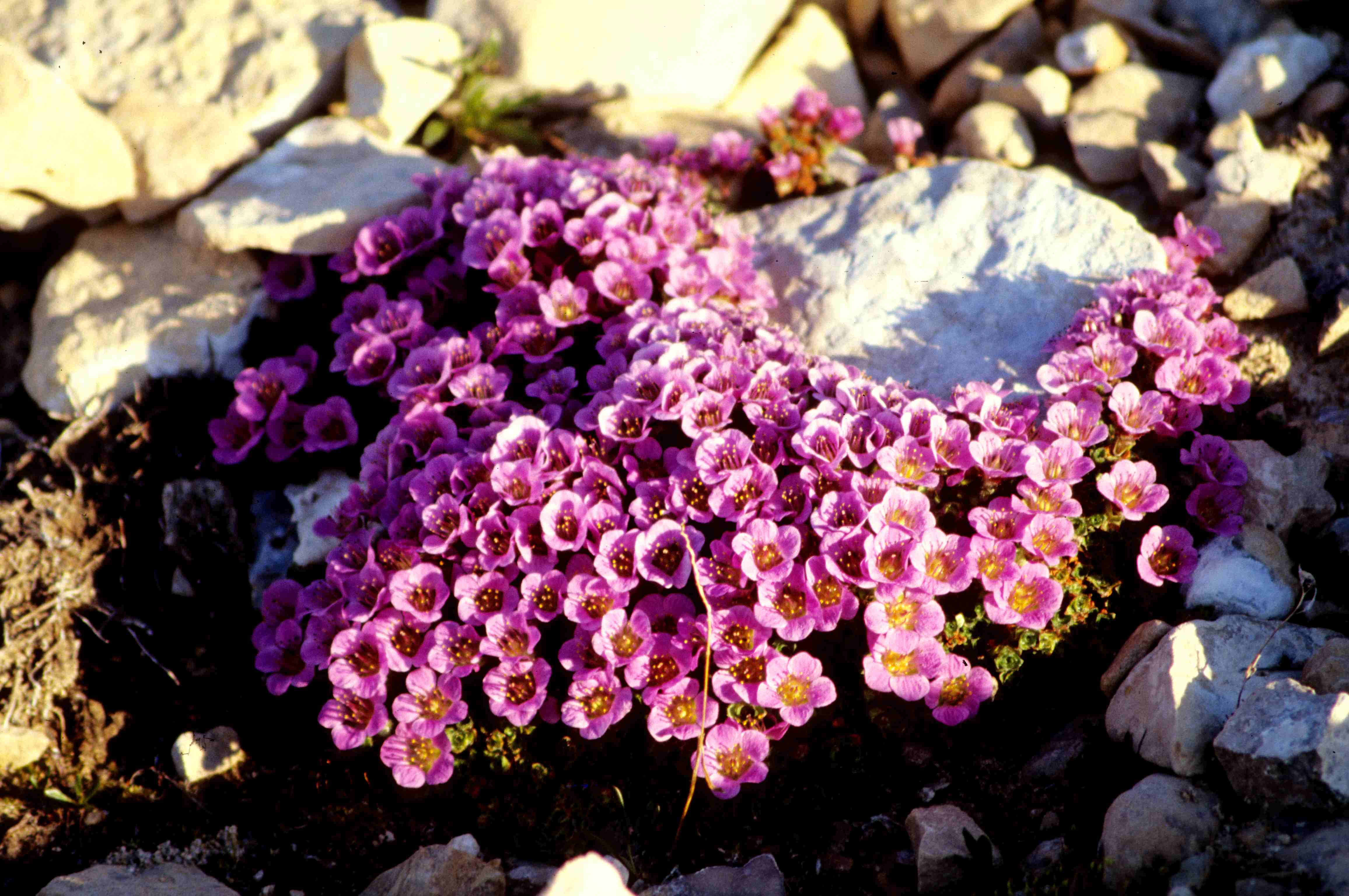
In Kanada
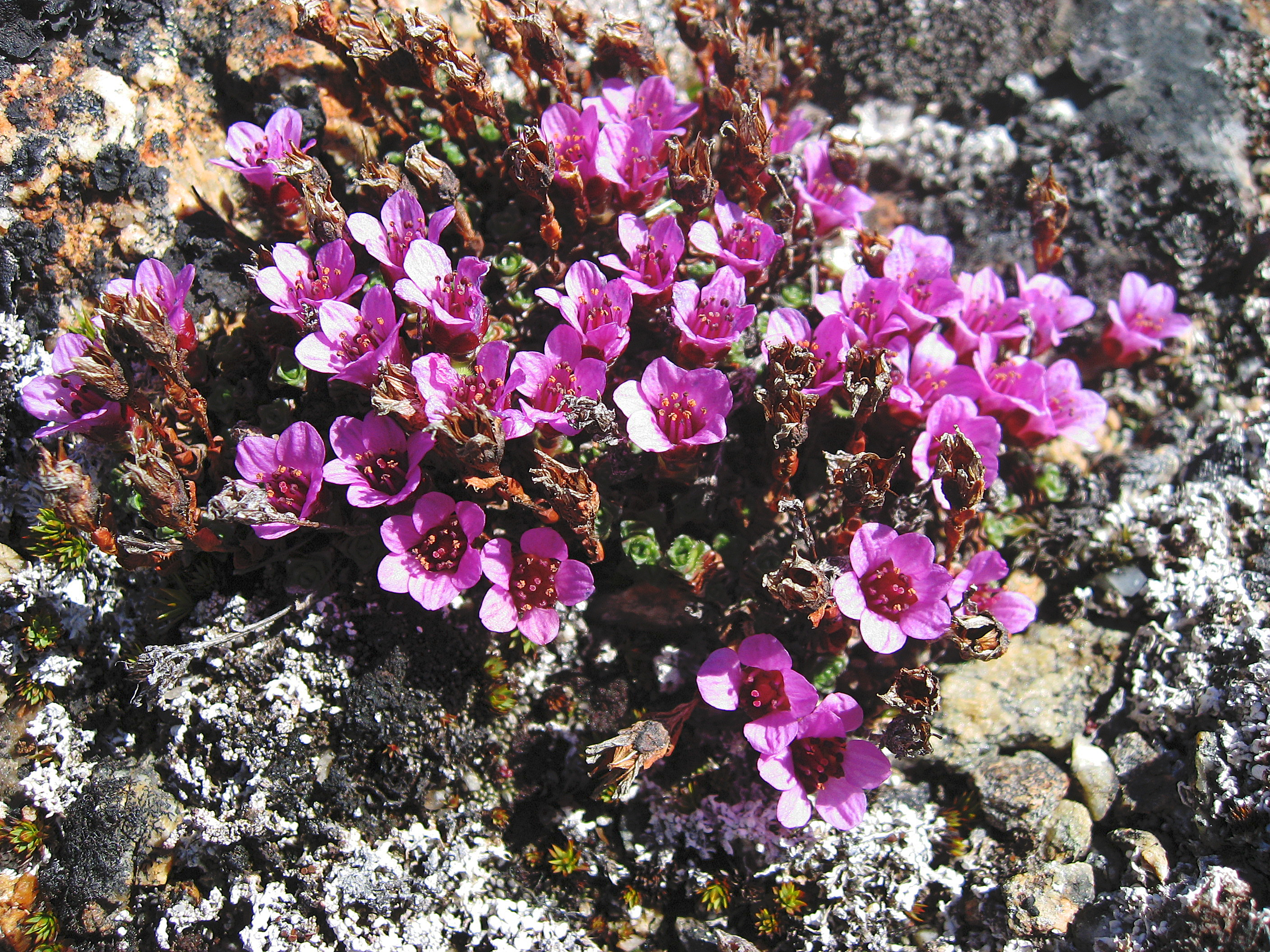
In Grönland
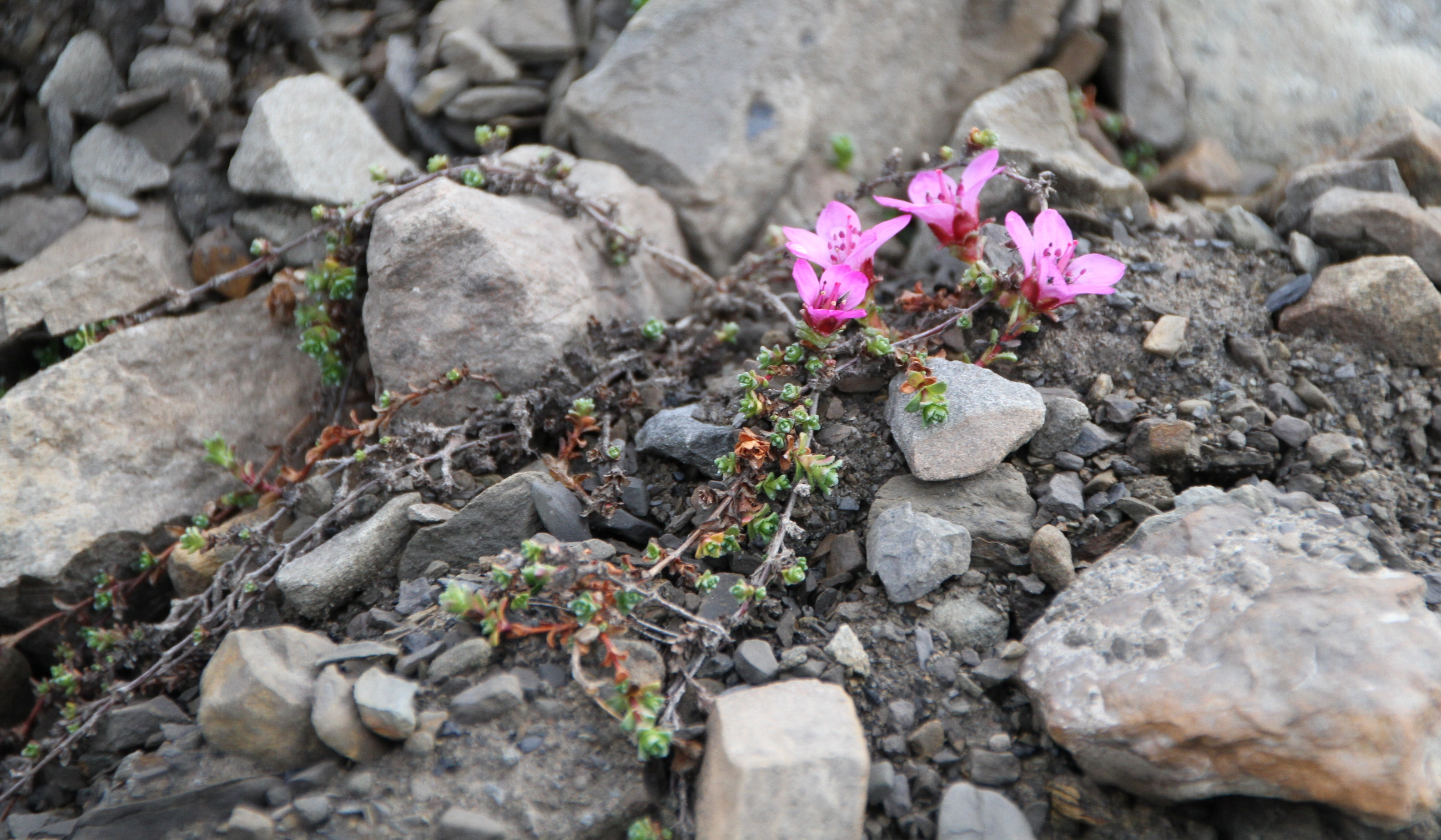
Auf Spitzbergen
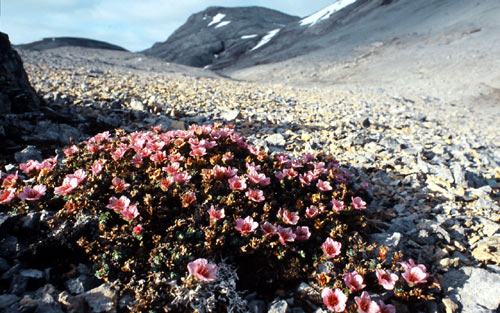
Auf der Bäreninsel
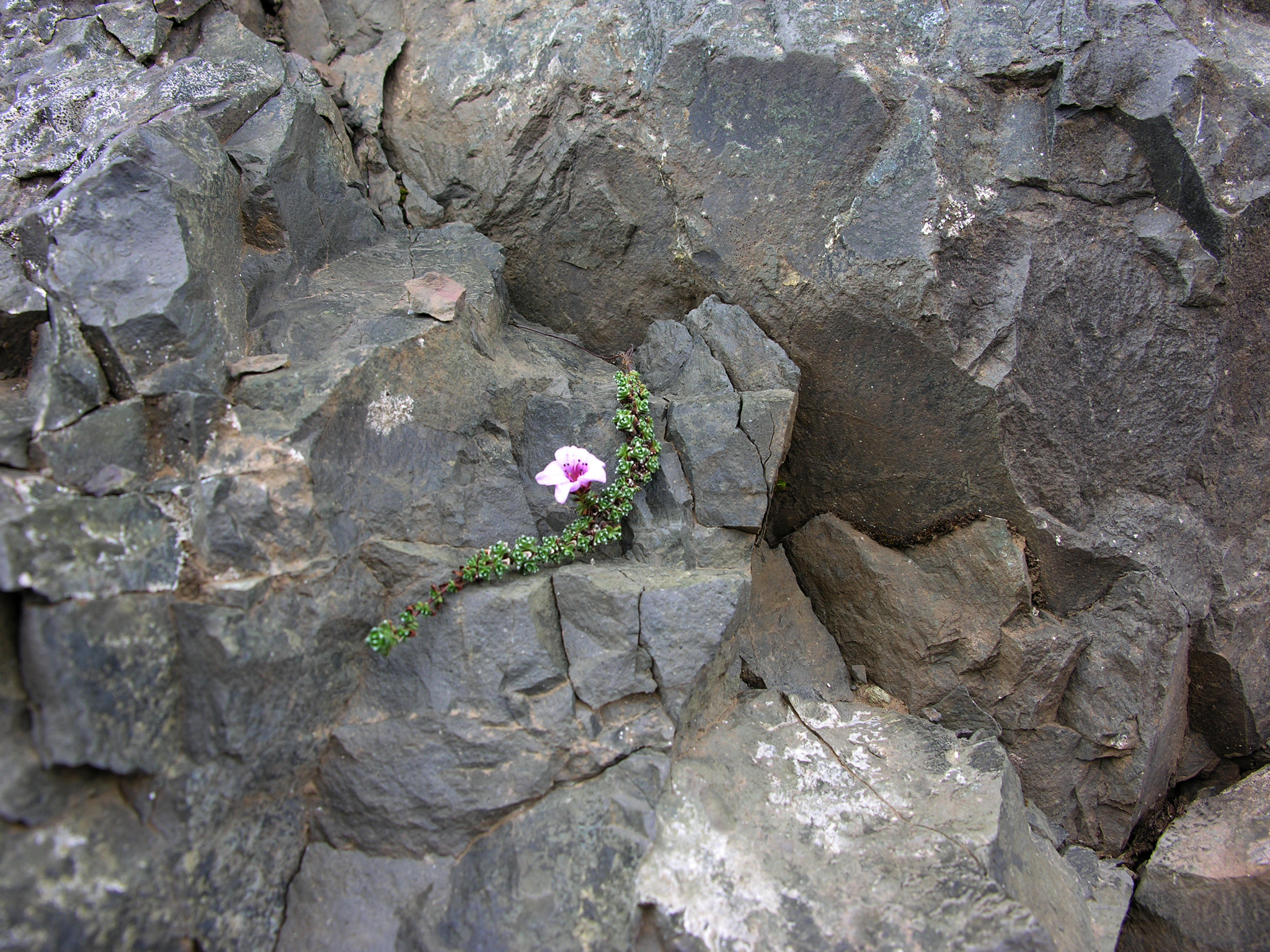
In Island
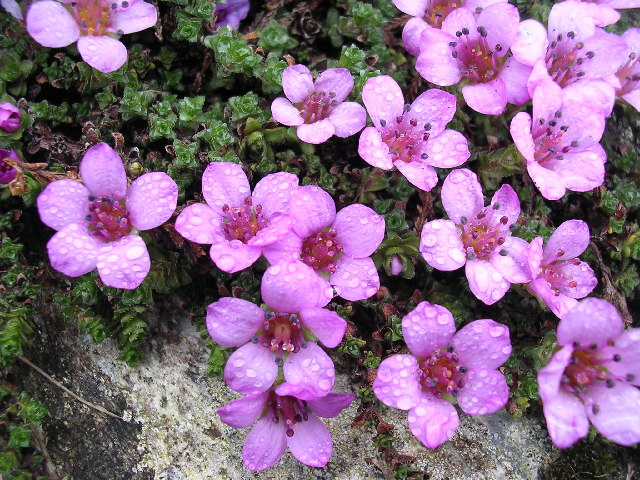
In Schottland
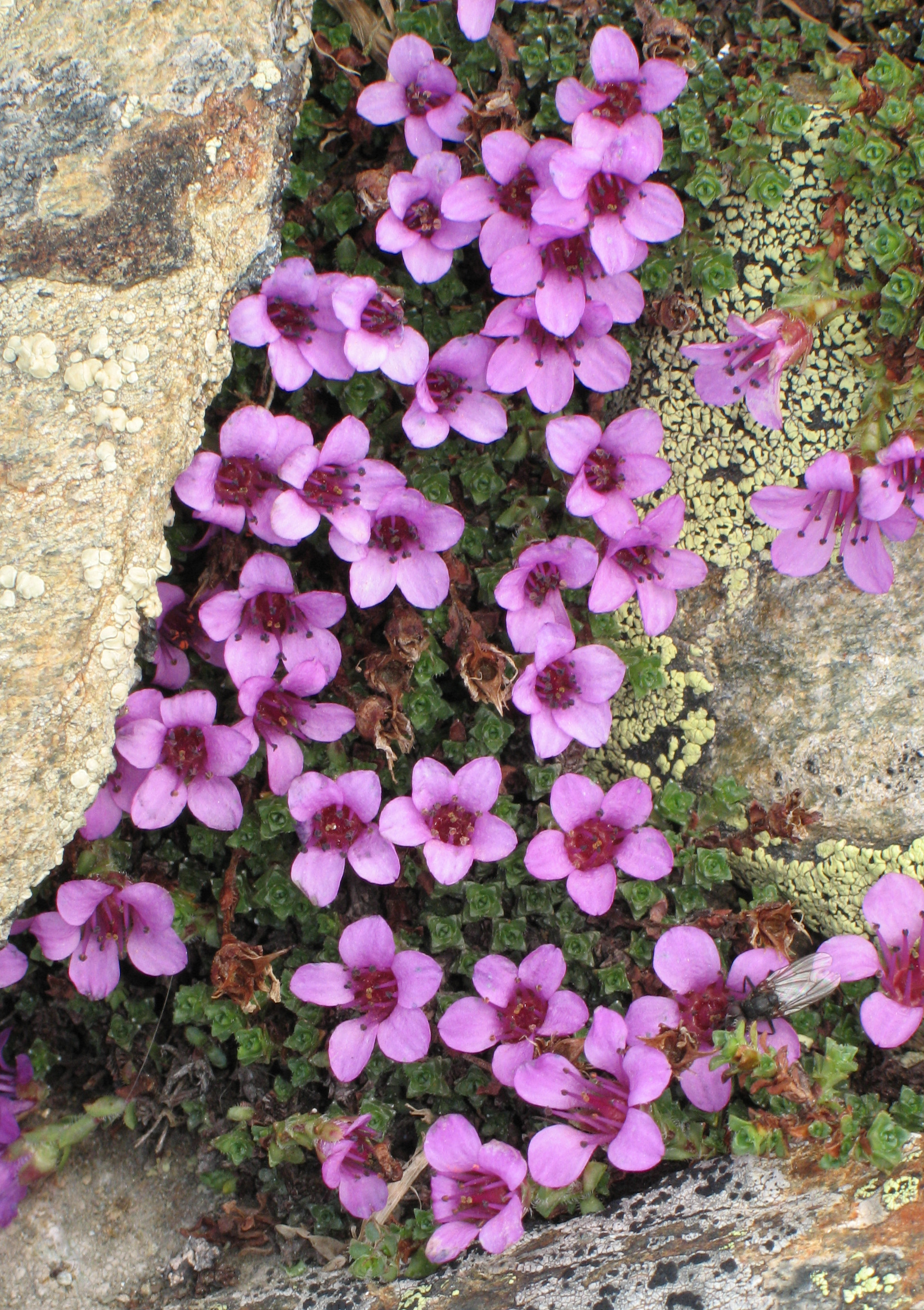
Im Kanton Wallis bei Zermatt
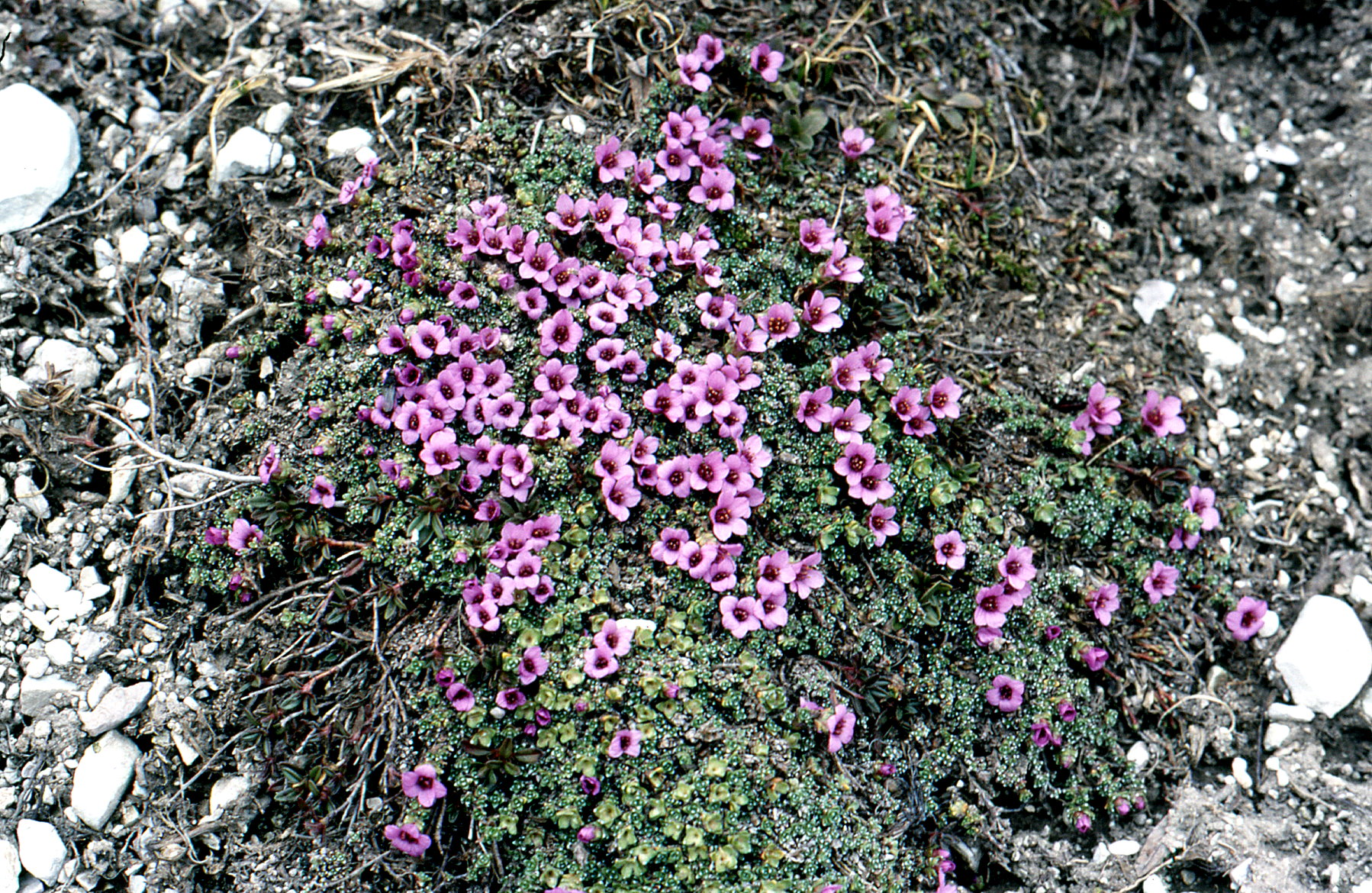
In den Südtiroler Alpen
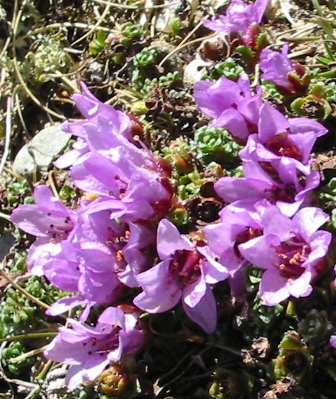
In den Karpaten